# Prosopocoilus buddha
Prosopocoilus buddha es una especie de coleóptero de la familia Lucanidae. Presenta las siguientes subespecies:
- Prosopocoilus buddha annae
- Prosopocoilus buddha buddha
- Prosopocoilus buddha cavifrons
- Prosopocoilus buddha ebeninus
- Prosopocoilus buddha erberi
- Prosopocoilus buddha javanensis
- Prosopocoilus buddha kuijteni
- Prosopocoilus buddha palawanicus
- Prosopocoilus buddha patricius

## Distribución geográfica
Habita en Uttar Pradesh y Tailandia.